# 绍什豪尔詹
绍什豪尔詹，是匈牙利诺格拉德州所辖的一个村。总面积12.14平方公里，总人口946，人口密度77.9人/平方公里（2011年1月1日）。